# Erőszakmentes kommunikáció

Guttman Barbara: Zsiráfiskola. A kép az erőszakmentes kommunikáció négy elemének (megfigyelés, érzés, szükséglet, kérés) váltogatását szimbolizálja

Az erőszakmentes kommunikáció, vagy ahogy Magyarországon az egyik legnagyobb ezzel foglalkozó csoport nevezi együttműködő kommunikáció (EMK), Marshall Rosenberg amerikai klinikai pszichológus által kifejlesztett konfliktuskezelési megközelítés és kommunikációs módszer, amelynek célja, hogy az emberek nagyobb együttérzéssel és világosabban (kevesebb félreértéssel) tudjanak kommunikálni egymással, és a konfliktusok kezelése során minden résztvevő számára elfogadható megoldásokat találjanak. Az EMK-nak két fókusza van: az egyik az empátia, vagyis a másikra való együttérző odafigyelés, a másik az önmagunkra való együttérző odafigyelés, és az ennek megfelelő közvetlen, nyílt kommunikáció. Az EMK számos alapvető megkülönböztetésre épül: ilyen a megfigyelés és az értékelés; a szükséglet és a megoldási terv; az érzés és a gondolat; a követelés és a kérés. Az EMK tudatosság fő eszköze egy 4 lépésből álló folyamat, melynek alkotóelemei: a megfigyelés, az érzés, a szükséglet és a kérés. Az EMK-zsargonban az erőszakmentes kommunikációt szokás zsiráfnyelvnek is nevezni, szembeállítva a hétköznapokban csaknem mindenki által használt sakálnyelvvel. Az EMK-nak mint módszernek lényeges aspektusa, hogy alkalmazásának nem feltétele, hogy a kommunikációs partner is tudjon és/vagy akarjon erőszakmentesen kommunikálni.

## Az EMK ember- és világképe
Az erőszakmentes kommunikáció tanulásának szükségességét bizonyos társadalmi és társadalomtörténeti tények és értelmezések támasztják alá. Az EMK módszere sikeresen alkalmazható e társadalmi és társadalomtörténeti háttér ismerete nélkül is. Ugyanakkor ez segíthet megérteni, hogy személyes és társadalmi szinten gyakran miért nehéz túllépni, elfelejteni a dominancia nyelvét, a "sakálnyelvet".
Marshall Rosenberg látásmódja szerint a minket körülvevő társadalom alapját az elnyomó rendszerek alkotják. Ezek arra épülnek, hogy néhány ember a jó és rossz tudásának letéteményese: ők állnak a hierarchia élén (legyen szó politikáról, oktatásról, vallásról vagy egyszerűen a családról), ők szabják meg, hogy milyen viselkedés tekinthető „erkölcsösnek”, „helyesnek”, „igazságosnak”, „jogosnak” stb.
Az EMK szótárában ezek a fogalmak (valamint a hozzájuk kapcsolódó „kell”, „kénytelen”, „kötelesség”, „tilos”, „muszáj” stb. kifejezések) nem szerepelnek. Az erőszakmentes kommunikáció alapja az a banális álláspont, hogy a világ jó hely és az emberek jók. Bővebben ez azt jelenti, hogy kivétel nélkül minden ember minden megnyilvánulása végeredményben nem más, mint alapvető szükségletek kielégítése. Konfliktusok akkor keletkeznek, ha
1. az emberek nem ismerik föl, „nem hallják meg” egymás valódi szükségleteit,
2. a kommunikáló felek szükségletei nincsenek harmóniában egymással,
3. az egyik fél számára nem megfelelő megoldás az, ahogy a másik az adott szükségletét megpróbálja kielégíteni.

Ebben a megközelítésben értelmezhetetlen a „jó emberek” versus „rossz emberek”, illetve „helyes cselekedetek” versus „helytelen cselekedetek” dichotómia: a konfliktusban szembenálló felek (még olyan szélsőséges esetben is, amikor gyilkosról és áldozatról van szó) egyaránt értékes emberek, egyaránt „jogos” és tiszteletre méltó emberi szükségletekkel, akik akár egymás élete gazdagításának forrásául is szolgálhatnának akkor, ha ismernék önmaguk és egymás valós szükségleteit. Az „élet gazdagítása” az EMK egyik kulcsgondolata.

## Sakál és zsiráf
Marshall Rosenberg sakálnyelvnek nevezte el a kommunikációnak azt az erőszakos módját, ahogy általában viszonyulni szoktunk egymáshoz és önmagunkhoz. A sakál konfliktushelyzetben kétféle módon viselkedik: ha az ellenfelét gyengébbnek találja, akkor üvöltve támad, ha erősebbnek, akkor alázatosan behúzott farokkal elsomfordál. Az üvöltés történhet látszólag szelíd szavakkal is. Az „Ejnye-bejnye, kisfiam, máskor ne csinálj ilyet, mert összetöröd anyuci szívét.” mondat semmivel sem kevésbé sakál, mint a „Szíjat hasítok a hátadból, te büdös kölyök!”. A hallgató fél mindkét közlésből minősítést hall meg: azt, hogy ő „rossz”, és hogy a másik (negatív) érzelmeiért ő a felelős.
A szárazföldi emlősállatok közül a zsiráfnak van a legnagyobb szíve. A zsiráf továbbá nagyon erős állat, ugyanakkor nagyon szelíd: egyetlen rúgásával harcképtelenné tehetné a társát – csak épp nem teszi. Nyálával képes feloldani a tövist, ami azt a készséget jelképezi, hogy mások „fullánkjait” együttérzéssel és empátiával dolgozhatjuk fel. Ezek miatt lett a zsiráf az erőszakmentes kommunikáció szimbólumává. Az EMK terminológiájában „a zsiráf” általában az erőszakmentesen kommunikálni próbáló embert jelenti, szembeállítva „a sakállal”, vagyis az erőszakosan kommunikáló emberrel. A zsiráf pontosan tisztában van a saját érzéseivel és szükségleteivel, fölvállalja őket, és esze ágában sincs azokról lemondani (ellentétben a meghunyászkodó sakállal). Viszont miközben saját szükségletei kielégítésére törekszik, teljes figyelemmel igyekszik meghallani a másik érzéseit és a mögötte húzódó szükségleteket. Amikor pedig a tényleges cselekvésre kerül sor, a zsiráf számára csak olyan megoldás elfogadható, amelyben ugyanakkora figyelmet kapnak a partnere szükségletei, mint a sajátjai.

### Sakálfülek és zsiráffülek
Ebben a megkülönböztetésben nagyon lényeges, hogy nem emberek, hanem kommunikációs stratégiák vannak szembeállítva egymással. Civilizált társadalmunkban gyakorlatilag mindannyiunk anyanyelve a sakálnyelv, és ezt a nyelvet, hiába tanulunk meg tökéletesen zsiráful, soha nem tudjuk végérvényesen elfelejteni. Ezért hasznos a „sakálfül” és „zsiráffül” terminológia alkalmazása: az ember mindig önmaga marad (nincs szó tehát címkézésről), viszont az éppen használt kommunikációs stílusától függően elmondható róla, hogy aktuálisan vajon sakálfület vagy zsiráffület visel-e. Az EMK-tréningeken ténylegesen bevett gyakorlat, hogy a résztvevők a gyakorlatok során zsiráf- illetve sakálfület illesztenek a fejükre.

## Zsiráftánc: az EMK mint módszer
Az erőszakmentes kommunikációban a végső cél, hogy a kommunikáló felek – EMK-s kifejezéssel élve – a szív szintjén kapcsolódjanak össze. Ezt nyilván könnyebb kimondani, mint megvalósítani. A gyakorlatban ehhez egyrészt őszinte önkifejezés szükséges, másrészt a másik emberre való empatikus odafigyelés. A „zsiráf” minden egyes megnyilvánulása (mondata) során választ, hogy épp önmagát vagy a partnerét állítja-e fókuszba. (Ezt időnként a „zsiráf két üzemmódjának” nevezik.) Emellett a kommunikáció állandó lavírozást jelent az EMK négy eleme – a megfigyelés, az érzés, a szükséglet és a kérés – között. Ezt az ide-oda lépegetést (egyrészt a négy funkció, másrészt az én és a partner között) nevezik az EMK-zsargonban zsiráftáncnak.

### „Formális zsiráf” és „konyhazsiráf”
Az EMK alapja az odafigyelés önmagunk és a másik legmélyebb rétegei felé. Ahhoz, hogy ezt készségszinten legyünk képesek megvalósítani a mindennapokban, sok tanulás és gyakorlás szükséges. Épp a gyakorolhatóság, a tanulhatóság miatt kellett kidolgozni a zsiráfnyelv formális szintaxisát. A formális módon megfogalmazott EMK-közlés szokatlanul, idegenszerűen hathat a hétköznapi beszédben. A kezdő zsiráf gyakran kap olyan visszajelzést partnerétől, hogy „Ne technikázz itt velem!”
Azonban, mint minden nyelvnek, a zsiráfnak is létezik informális változata, amely sokkal simulékonyabban képes illeszkedni a környezetébe. A konyhazsiráf alkalmazása során nem tartjuk be görcsösen a zsiráftánc lépéseit, és nem ragaszkodunk kényszeresen az EMK zsargonjához. Ennek elsajátítása rutin és intuíció kérdése, és mint ilyen, jószerével taníthatatlan.

### Az EMK négy eleme
Az erőszakmentes kommunikáció négy lépésből, négy tevékenységből áll össze. E lépések mindegyikére teljesen köznapi szavakkal utalunk, amelyek azonban az EMK-ban speciális tartalommal bírnak.

#### 1. Megfigyelés
Ennek lényege, hogy elválasszuk egymástól a tényeket azok értelmezésétől és értékelésétől. A megfigyelés arra vonatkozik, hogy az adott szituációban mi az, ami objektíve történt: mi az, amiről egy elfogulatlan kívülálló is ugyanúgy számolna be. A megfigyelésben ezért nem fordul elő
- a tények interpretálása (pl. „Nem figyelsz rám.”),
- a másik minősítése (pl. „Béla ostoba ember.”),
- általánosítás (pl. „Soha nem hívsz fel, mindig csak én kereslek.”).

Mindezen megfogalmazások kívül esnek a megfigyelés keretein. Helyettük tényszerűen például a következő mondatok mondhatóak:
- „Az elmúlt öt percben kétszer néztél a szemembe.”
- „Bélának fél órán keresztül magyaráztam a dolgot, azt hallottam tőle utána, hogy nem érti.”
- „Az elmúlt évben minden egyes telefonbeszélgetésünk során én voltam a hívó fél.”

Az előbbi példamondatok a vitapartnert rögtön védekező pozícióba kényszerítik, szemben az utóbbiakkal, amelyek nem tartalmaznak értékelést, tehát nincs mit vitatkozni velük. Ellenkezőleg megnyitja az utat a kommunikáció felé.
A fentiekből önként adódik a kérdés: vajon a pozitív minősítés (pl. „Béla okos ember”) zsiráful van-e? A válasz határozottan: nem. A pozitív, mi több: a semleges minősítés (pl. „Béla villamosvezető”) is ítéletet fogalmaz meg: az embert azonosítja a viselkedésével. Lehet, hogy Béla azzal keresi a pénzt, hogy reggeltől estig villamost vezet – azonban Béla egy csomó más dolgot is csinál; teljes ember, érzések és szükségletek komplex szövevényével. Ha ráragasztunk egy címkét, akkor szinte mindegy is, hogy a címke felirata „ostoba”, „okos” vagy éppen „villamosvezető”: pusztán a címkézés tényével erőszakot alkalmazunk.
A pozitív minősítés további hátulütője, hogy kimondatlanul is feltételt fogalmaz meg. Ha azt mondom: „te jó vagy”, akkor ez implikál egy olyan attitűdöt, amely szerint „addig és csak addig fogadlak el, ameddig te (az én értékrendem szerint) jó vagy”. Az EMK szerint nem azért fogadok el valakit, mert ő „valamilyen”, hanem önmagáért. (Amellett, hogy az illető egy konkrét cselekedetét vagy elfogadom, vagy sem.)
Ha a zsiráfnak épp nem az önkifejező, hanem a másikra figyelő üzemmódját gyakoroljuk, akkor a megfigyelés többnyire arra vonatkozik, hogy kommunikációs partnerünk konkrétan mit kifogásol a viselkedésünkben (mit figyelt meg). Ennek módja leginkább a találgatás. Pl.:
Ő: De szemét vagy velem!
Én: Amikor azt mondod, hogy szemét vagyok, arra gondolsz, hogy nem köszöntöttelek föl a születésnapodon?
Ő: Egy frászt, kit érdekel!
Én: Akkor arra, hogy tegnap nem hívtalak fel?
Ő: Pontosan!
Arról, hogy szemét vagyok-e vagy sem, hosszas (és parttalan) vitát folytathatnánk. Azon, hogy tegnap nem hívtam fel, nincs mit vitatkozni, mert tény. Az, hogy ez őt miért zavarja, már más kérdés. Ennek feltárására az EMK 2. és 3. lépése szolgál.

#### 2. Érzés
A köznapi életben az érzés szót gyakran használjuk a gondolat vagy vélemény szinonimájaként (pl. „Az az érzésem, hogy ez a film unalmas”), de gyakran e mögé bújtatjuk a másik minősítését (pl. „Úgy érzem, tévedsz”). Az EMK-nak talán a legnehezebben megtanulható eleme az érzések és gondolatok szétválasztása, és a tényleges érzések felismerése, mind önmagunknál, mind a másiknál.
Alapvetően két eset lehetséges. Vagy kielégül valamely szükségletünk, és akkor „jól”, vagy nem elégül ki, akkor pedig „rosszul” érezzük magunkat. Ezen túlmenően azonban egy emberben rengeteg különböző érzés lehet. Rosenberg a könyveiben több oldalon keresztül sorolja azon szavak listáját, amelyek azon érzéseket írják le, amelyeket akkor érzünk, ha egy szükségletünk kielégült (pl. „nyugodt”, „boldog”, „vidám”, „kipihent”, „izgatott”, „reménykedő”, „büszke”, „felszabadult” stb.), ill. ha nem elégült ki („frusztrált”, „csalódott”, „ijedt”, „szomorú”, „csüggedt”, „kétségbeesett”, „deprimált”, „feszült” stb.)
Az érzések jellegzetessége, hogy nincs rajtuk mit vitatni. Olyan nincs, hogy valaki „hibásan érez”. Lehet, hogy az adott helyzetben én mást éreznék, de ez nem változtat azon a tényen, hogy az illető azt érzi, amit. Ebből az is következik, hogy nincs „helyes” vagy „helytelen” érzés: minden ember minden valós érzése egyformán tiszteletre méltó.
A zsiráf két dolgot tesz az érzésekkel. Egyrészt őszintén felvállalva elmondja a saját érzéseit (pl. „félek”), másrészt igyekszik meghallani – még az artikulálatlan sakálüvöltésből is – a másik érzéseit.
Ő: De szemét vagy velem, hogy nem hívtál fel!
Én: Amikor nem hívtalak fel, csalódott voltál?
Ő: Dehogy voltam csalódott!
Én: Aggódtál?
Ő: Igen, tövig rágtam a körmöm, hogy mi van veled.
Az elnyomó rendszerek nem arra szocializálják az embert, hogy felvállalja az érzéseit; ellenkezőleg: hogy elbújjon az „okos gondolatok” és „szilárd vélemények” fala mögé. A zsiráf – talán a hosszú nyakának köszönhetően – képes belátni e fal mögé.

#### 3. Szükséglet
Szükséglet alatt az EMK-ban egyetemleges emberi igényeket értünk. Ha az ember például egy új – gyors, erős és csodaszép – kocsira vágyik, akkor a szükséglete nem magára az autóra vonatkozik: az csak egy megoldási mód, amellyel megpróbálja kielégíteni a szükségleteit. Ilyen szükséglet lehet például a biztonság iránti igény, a társadalmi megbecsültség igénye, a pihenés iránti igény (mivel a gyorsabb autóval előbb hazaér, így több ideje marad) stb.
A szükségletek, amint az érzések is, kivétel nélkül tiszteletre méltóak – és ugyanolyan nehéz fölvállalni őket. Ha a kollégáim hangoskodnak és röhögcsélnek körülöttem, sokkal könnyebb az ő „modortalanságukról” vagy „tapintatlanságukról” beszélni, mint arról, hogy nekem csöndre volna szükségem – vagy épp tiszteletre. Nem azért, mintha a csönd vagy akár a tisztelet iránti szükséglet rossz volna – csak éppen arra neveltek minket, hogy a világban az érvek és ellenérvek által megközelíthető, „objektív igazságok” és „egyetemes értékek” mentén iparkodjunk eligazodni. Mivel ilyen értékrendben növünk fel, legtöbbünk számára nem csekély tanulást kíván a személyes szükségletek nyílt fölvállalása.
Én: Amikor nem hívtalak fel, akkor aggódtál, mert arra lett volna szükséged, hogy tudd: nincs semmi bajom?
Ő: Erről van szó.
Ha rajtam is sakálfülek vannak, akkor a beszélgetés zátonyra fut azon a ponton, hogy azt kezdem bizonygatni: nem is vagyok szemét.

#### 4. Kérés
Ha hangot adtam annak, hogy egy konkrét helyzetben mit érzek és milyen szükségletem van, megkérhetem a másikat, hogy tegyen meg valamit. Az EMK-ban megfogalmazott kérés pozitív, konkrét, teljesíthető és elutasítható.
Pozitív, mert az ember nem tud „valamit nem csinálni”, csak valamit csinálni. Nem zsiráfkérés az, hogy „Ne tölts annyi időt a munkahelyeden.” Rosenberg egyik példájában a feleség ezt kérte a férjtől, aki erre fel beiratkozott egy golfklubba.
Konkrét, mert az általánosság nem segíti a másikat annak megértésében, hogy mit is szeretnék tőle. A „segíts többet a házimunkában” helyett a zsiráf (mondjuk) azt kéri: „Szeretném, ha ezentúl vacsora után te mosogatnál el.”
Teljesíthető, mert a lehetetlen kérés a kommunikáció megfeneklését eredményezi. A teljesíthetőség nemcsak az objektív, fizikai adottságokra vonatkozik, hanem a partner érzéseire és szükségleteire is.
Elutasítható, azaz nem követelés. A másik félnek ki kell hallania a kérésünkből, hogy jogában áll azt nem teljesíteni, és ezzel nem von a fejére semmilyen retorziót (pl. szeretetmegvonást, érzelmi zsarolást stb.)
Empatikus üzemmódban a zsiráf megpróbál rájönni arra, hogy a másik konkrétan mit vár el tőle.
Én: Azt szeretnéd, ha a jövőben mindennap felhívnálak?
Ő: Mindennap nem kell, de hetente kétszer azért jó lenne.
Van olyan, hogy nehéz a megfelelő kérést megfogalmazni. A zsiráfnak nem az a célja, hogy egy lépésben begyűjtse magának mindazon javakat, amelyeket szeretne, hanem az, hogy a „szív szintjén összekapcsolódjon” a másikkal. Ez leggyakrabban oda-vissza táncolást jelent önmaga és a másik között, a megfigyelések, érzések és szükségletek birodalmában, és valószínű, hogy a probléma tényleges megoldásához csak több kérésen át vezet az út. A zsiráfnyelvben ezért gyakori, hogy a kérés nagyon szerény, és nem vonatkozik másra, csak a pillanatnyi visszajelzésre:
– Aggódom, hogy sikerült-e pontosan kifejeznem magam; megtennéd, hogy visszamondod nekem, amit most tőlem hallottál?

## Problémák
Az erőszakmentes kommunikációnak mind az elméletével, mind a gyakorlatával kapcsolatban számos kérdés megfogalmazható. Alább csupán néhány problematikusabb pontra mutatunk rá.

### A zsiráftánc ritmusa
A zsiráftáncnak nemcsak tartalma van (megfigyelés – érzés – szükséglet – kérés), hanem ritmusa is, mégpedig: tá-titi-tá [forrás?]. Ez annyit jelent, hogy az önkifejezésben az érzések és szükségletek szorosabban kapcsolódnak egymáshoz, mint akár a megfigyeléshez, akár a tényekhez. Oly szorosan, hogy okozati összefüggés van közöttük:
– Amikor azt tapasztalom, hogy te ezt és ezt csinálod, akkor én így és így érzem magam, mert arra volna szükségem, hogy…, ezért azt kérem tőled, hogy…
Ez voltaképpen az egész EMK lényege: annak megértése, hogy valamennyi érzésemnek az oka bennem van, a saját szükségleteimben. Bármit is tesz velem a másik, ha az nekem rossz, az csakis azért rossz, mert nekem van valamilyen szükségletem, amely így nem elégült ki.

### Empátia önmagunkkal
Szokatlan gondolata az EMK-nak, hogy nemcsak a másikkal, hanem önmagunkkal is empatikusak lehetünk. A legtöbben nagyon korán megtanuljuk, hogy hibáztassuk és vádoljuk önmagunkat. „Hogy lehettem ilyen hülye?!” – kérdezi kétségbeesetten önmagától a sakál. A zsiráf azonban megfigyeli, hogy konkrétan mi is az a viselkedés, amit kifogásol magában, mit érzett, amikor azt tette, amit, és milyen szükségleteit elégítette ki ezzel. Aztán – negyedik lépésként – megfogalmazhatja azt az alternatív megoldást, amit legközelebb hasonló helyzetben (értsd: hasonló szükséglet esetén) tenne. De lehet, hogy nem talál alternatívát. Akárhogy is: azzal, hogy a történteket újrafogalmazta az érzések és szükségletek kontextusában, tehermentesítette magát az önvád (az önmagával szembeni erőszak) alól.

### A düh kérdése
A düh vagy harag nagyon fontos az EMK-ban, de nem mint autonóm érzés, hanem mint tünet. Ha dühöt érzek önmagamban, az arra figyelmeztet, hogy a háttérben egy nagyon erős érzés van, amely egy (számomra borzasztóan fontos) szükséglet ki nem elégítettségéből fakad. A zsiráf tehát nem elnyomja a haragját, hanem megéli, mégpedig tökéletesen és hatékonyan: nem valakire dühös, hanem valamiért – és el is jut odáig a megfigyelés során, hogy miért dühös: hogy mely szükséglete ad hírt magáról ilyen szokatlan intenzitással. Szemben a sakálmódon történő dühöngéssel, a zsiráf dühe egyben a megoldás felé való orientáltságot is jelenti.

### Az oltalmazó erő
Az EMK per definitionem erőszakmentes. Ugyanakkor nem tagadja, hogy léteznek olyan vészhelyzetek, amikor gyakorlatilag nincs idő vagy nincs lehetőség mély és együttérző kommunikációt folytatni: azonnal kell cselekedni, akár erőből is, hogy valamilyen bajt elhárítsunk. Azonban akár szóban, akár fizikailag folyamodik a zsiráf erőmegnyilvánuláshoz, az mindig különbözik a hagyományos értelemben vett erőszaktól. Soha nem szerepel benne a büntetés, az elégtétel, a „móresre tanítás” szándéka: a cselekedet kizárólag a nagyobb baj megelőzésére szolgál. És ugyanígy ennek ellentétpárja, a jutalmazás sem.

## Programok
Az EMK nemcsak személyes konfliktusokban használható, hanem a mediáció eszköze is lehet konfliktusban álló felek között. Marshall Rosenberg az EMK koncepcióját a világ legkülönbözőbb háborús övezeteiben (Ruanda, Burundi, Nigéria, Malajzia, Indonézia, Srí Lanka, Kolumbia, a Közel-Kelet, Szerbia, Horvátország és Írország) alkalmazta mint a konfliktusrendezésnek, a béke megteremtésének eszközét. A módszer az ún. helyreállító igazságszolgáltatásban is alkalmazható. Ennek során az elítéltek és áldozataik, esetleg a rendőrök és más érdekeltek találkoznak a gyógyulás és megbékélés érdekében. Az izraeli kormány elismerte az EMK-t, és számos EMK-alapon szervezett iskolát működtetnek.

### Magyar nyelven
- Erőszakmentes Kommunikáció
- Rambala Éva Erőszakmentes kommunikáció oldala
- Erőszakmentes, együtt érző, együttműködő kommunikáció
- EMK alapú közvetítés, mediáció
- Kérdések és válaszok az erőszakmentes kommunikációról
- Marshall B. Rosenberg: A szavak ablakok vagy falak
- EMK-témájú blogbejegyzések gyűjteménye
- Az EMK bemutatása Archiválva 2010. május 17-i dátummal a Wayback Machine-ben Birtalan Balázs honlapján
- Az EMK-t szisztematikusan bemutató blogbejegyzések
- SZI Akadémia
- Blog az Erőszakmentes Kommunikáció tanulásához

### Angol nyelven
- Center for Nonviolent Communication – Az Erőszakmentes Kommunikáció Központja
- EMK-szerzők
- Compassionate Communication – Marshall Rosenberg cikke az EMK filozófiai hátteréről
- Erőszakmentes kommunikáció: az élet nyelve[halott link]
- Online EMK gyakorlatok
- Szívből beszélni – Bevezetés az EMK-ba
- EMK-idézetek és aforizmák
- Az EMK alapjai – Az EMK lényege egyetlen oldalon összefoglalva – a cikk kitér minden nagyobb EMK-témára